# Hunt County
Das Hunt County ist ein County im Bundesstaat Texas der Vereinigten Staaten. Das U.S. Census Bureau hat bei der Volkszählung 2020 eine Einwohnerzahl von 99.956 ermittelt. Der Sitz der County-Verwaltung (County Seat) befindet sich in Greenville. Das County ist Teil von der Dallas-Fort Worth Metropolregion.

## Geographie
Das County liegt im Nordosten von Texas und ist im Norden etwa 50 km von Oklahoma entfernt. Es hat eine Fläche von 2284 Quadratkilometern, wovon 106 Quadratkilometer Wasserfläche sind. Es grenzt im Uhrzeigersinn an folgende Countys: Fannin County, Delta County, Hopkins County, Rains County, Van Zandt County, Rockwall County und Collin County.

## Geschichte
Hunt County wurde 1846 aus Teilen des Fannin County und Nacogdoches County gebildet. Benannt wurde es nach Memucan Hunt, einem Marineminister der Republik Texas.

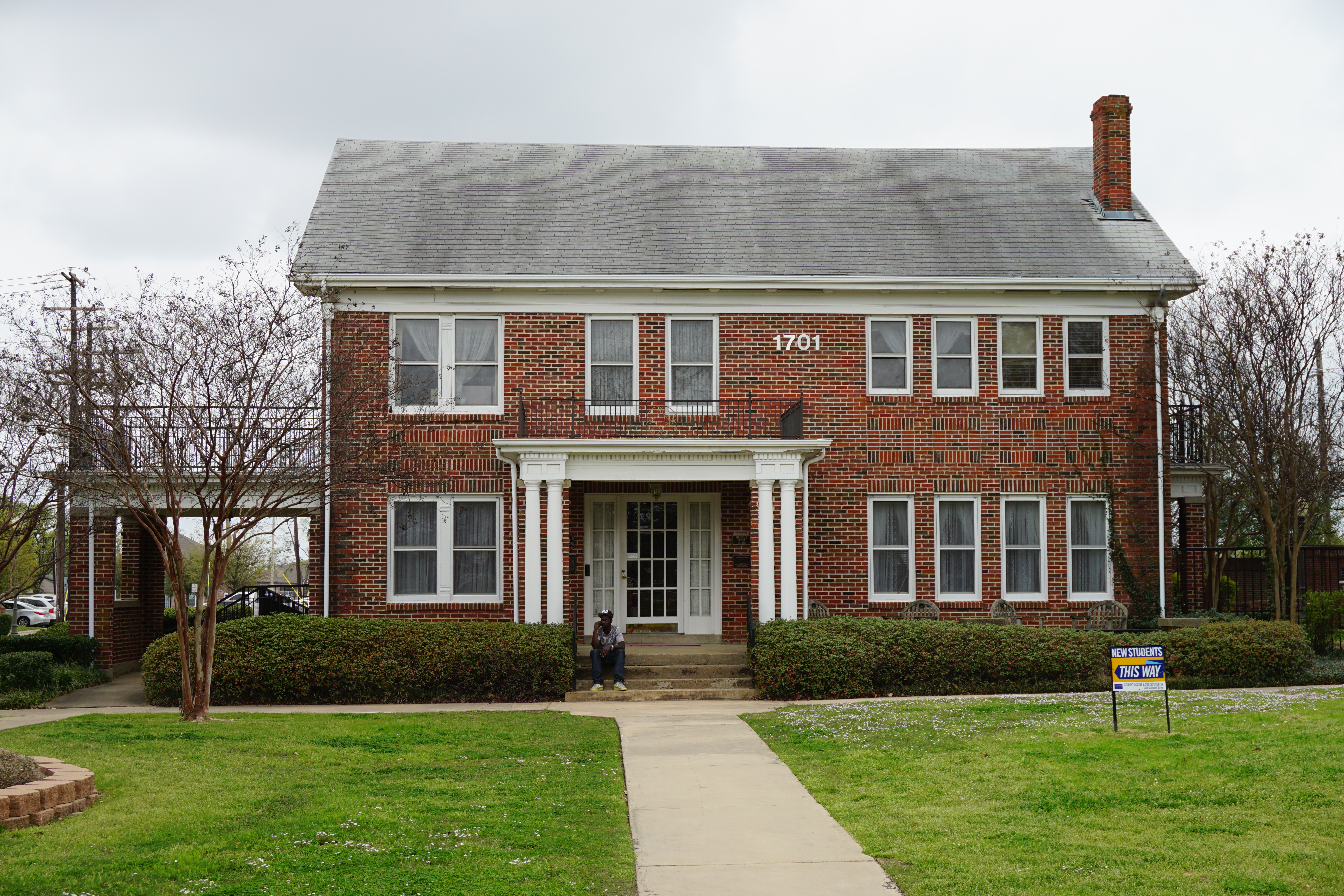
Das President’s House auf dem Campus der Texas A&M University–Commerce (2015)

Sieben Bauwerke und Stätten im County sind im National Register of Historic Places („Nationales Verzeichnis historischer Orte“; NRHP) eingetragen (Stand 25. November 2021), darunter das President’s House.

## Demografische Daten

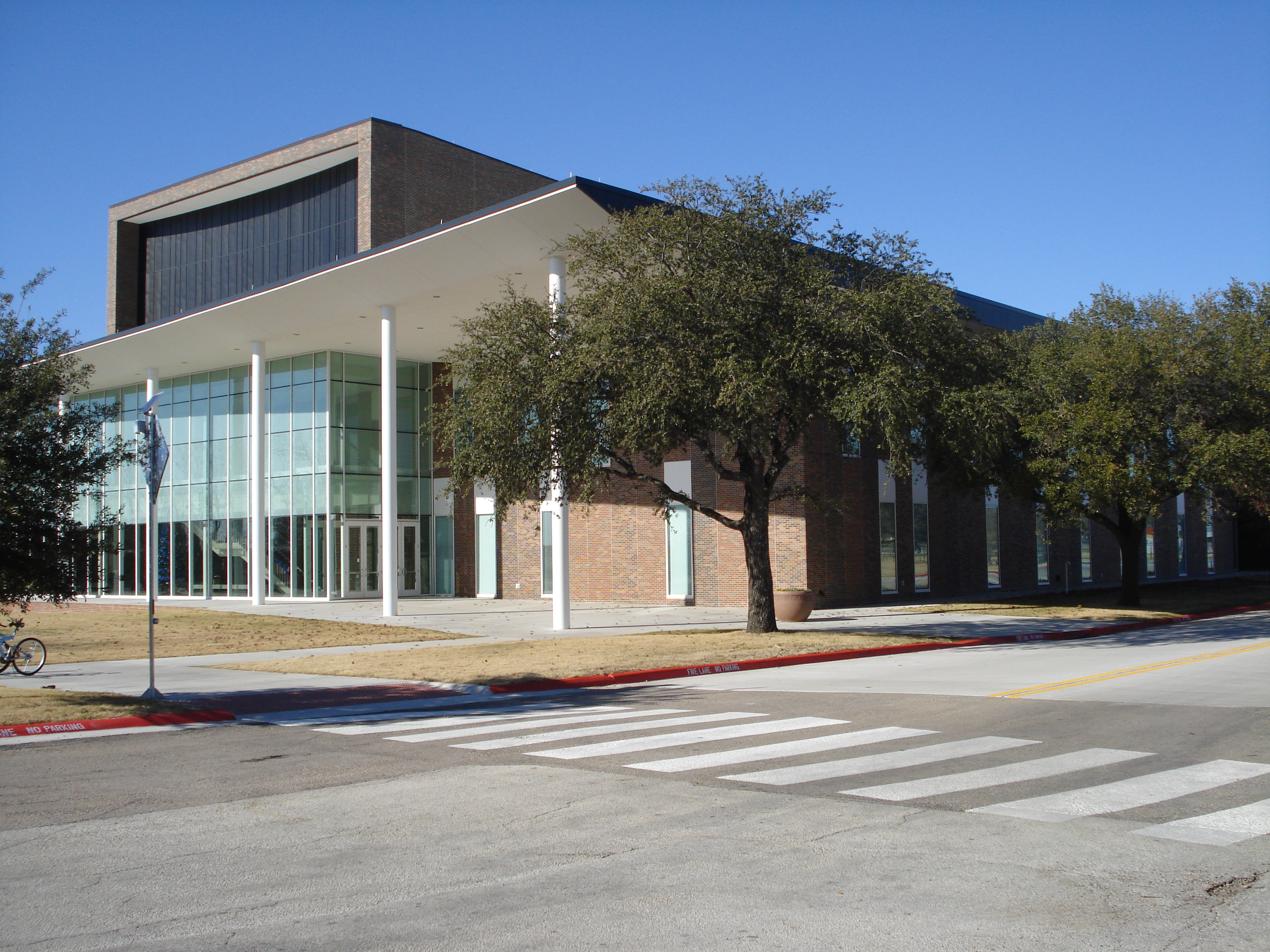
Neue Musikhalle auf dem Campus der Texas A&M University

Nach der Volkszählung im Jahr 2000 lebten im Hunt County 76.596 Menschen; es wurden 28.742 Haushalte und 20.521 Familien gezählt. Die Bevölkerungsdichte betrug 35 Einwohner pro Quadratkilometer. Ethnisch betrachtet setzte sich die Bevölkerung zusammen aus 83,57 Prozent Weißen, 9,45 Prozent Afroamerikanern, 0,73 Prozent amerikanischen Ureinwohnern, 0,54 Prozent Asiaten, 0,07 Prozent Bewohnern aus dem pazifischen Inselraum und 3,93 Prozent aus anderen ethnischen Gruppen; 1,70 Prozent stammten von zwei oder mehr Ethnien ab. 8,31 Prozent der Einwohner waren spanischer oder lateinamerikanischer Abstammung.
Von den 28.742 Haushalten hatten 32,9 Prozent Kinder oder Jugendliche, die mit ihnen zusammen lebten. 56,2 Prozent waren verheiratete, zusammenlebende Paare 11,0 Prozent waren allein erziehende Mütter und 28,6 Prozent waren keine Familien. 24,1 Prozent waren Singlehaushalte und in 9,6 Prozent lebten Menschen im Alter von 65 Jahren oder darüber. Die durchschnittliche Haushaltsgröße betrug 2,60 und die durchschnittliche Familiengröße betrug 3,08 Personen.
26,5 Prozent der Bevölkerung war unter 18 Jahre alt, 10,0 Prozent zwischen 18 und 24, 28,0 Prozent zwischen 25 und 44, 22,8 Prozent zwischen 45 und 64 und 12,6 Prozent waren 65 Jahre alt oder älter. Das Medianalter betrug 36 Jahre. Auf 100 weibliche Personen kamen 98,1 männliche Personen und auf 100 Frauen im Alter von 18 Jahren oder darüber kamen 95,3 Männer.
Das jährliche Durchschnittseinkommen eines Haushalts betrug 36.752 USD, das Durchschnittseinkommen einer Familie betrug 44.388 USD. Männer hatten ein Durchschnittseinkommen von 33.347 USD, Frauen 23.085 USD. Das Prokopfeinkommen betrug 17.554 USD. 8,6 Prozent der Familien und 12,8 Prozent der Einwohner lebten unterhalb der Armutsgrenze.

## Orte
- Aberfoyle
- Ardis Heights
- Caddo Mills
- Campbell
- Cash
- Celeste
- Clinton
- Commerce
- Concord
- Dixon
- Fairlie
- Floyd
- Greenville
- Hawk Cove
- Hickory Creek
- Jacobia
- Jardin
- Josephine
- Kingston
- Lane
- Lone Oak
- Merit
- Mineral Heights
- Neylandville
- Peniel
- Quinlan
- Reavilon
- South Sulphur
- Tidwell
- Union Valley
- West Tawakoni
- White Rock
- Wolfe City
- Yowell